# Hedda Anderson
Hedvig "Hedda" Elisabet Anderson, född Freudenthal den 4 juni 1832, död 2 april 1912 i Stockholm, var en svensk författare.

## Biografi
Hedda Anderson var dotter till bruksförvaltaren Knut Freudenthal och Anna Lisa Erikson och gifte sig 1873 med Johan Elis Anderson i Kristinehamn. Anderson skrev läroböcker i modersmålet och barnböcker av uppbygglig art. I både undervisande och underhållande syfte utgav hon samlingar av återberättade sagor från skilda kulturer.

### Skönlitteratur
- Berättelser ur gamla testamentet för barn. Stockholm: P. A. Norstedt & S:r. 1891. Libris 1620861
- Berättelser ur nya testamentet för barn. Stockholm: P. A. Norstedt & S:r. 1892. Libris 1620862
  -  Berättelser ur den heliga skrift för barn. 1-2. Stockholm: P. A. Norstedt & S:r. 1891-1892. Libris 1620860 - De båda ovanstående titlarna i ett band med ny titel.
- Rolfs sommarferier. P. A. Norstedt & Söners Ungdomsböcker ; 6. Stockholm: P. A. Norstedt & S:r. 1891. Libris 1627155
- Rolfs nya kusiner : [hufvudsakligen afsedd för barn om 7-10 år]. P. A. Norstedt & Söners Ungdomsböcker ; 7. Stockholm: P. A. Norstedt & S :r. 1892. Libris 1627156 - En andra upplaga med båda ovanstående titlar i en volym 1901. - Fortsättes av Ur moster Lottas brefsamling.
- Nordiska sagor : berättade för barn. [1]-2. Stockholm: Norstedt. 1893-1942. Libris 1310522
  -  [Samling 1]. P. A. Norstedt & söners ungdomsböcker ; 14. 1893. Libris x89jpdxfvf9m9f5v. https://litteraturbanken.se/f%C3%B6rfattare/AndersonH/titlar/NordiskaSagor1/sida/i/faksimil?om-boken
  -  Samling 2. P. A. Norstedt & söners ungdomsböcker, 99-1861059-X ; 30. 1896. Libris n01drqk0lpdzp42c. https://litteraturbanken.se/f%C3%B6rfattare/AndersonH/titlar/NordiskaSagor2/sida/i/faksimil?om-boken
- Norska konungasagor. P. A. Norstedt & söners ungdomsböcker, 99-1861059-X ; 19. Stockholm: Norstedt. 1894. Libris mz0cqkn5k1q66gm0. https://litteraturbanken.se/f%C3%B6rfattare/AndersonH/titlar/NorskaKonungasagor/sida/i/faksimil?om-boken
- Grekiska sagor. P. A. Norstedt & söners ungdomsböcker, 99-1861059-X ; 24. Stockholm: Norstedt. 1895. Libris 1627169
- Ur moster Lottas brefsamling. P. A. Norstedt & söners ungdomsböcker, 99-1861059-X ; 27. Stockholm: Norstedt. 1895. Libris 1627172 - Fortsättning på Rolfs nya kusiner.
- Sagokvällar hos Moster Lotta : sagor ordnade för samläsning. P. A. Norstedt & Söners Ungdomsböcker ; 37. Stockholm: Norstedt. 1897. Libris 1664184
- Stadsflickor på landet. P. A. Norstedt & söners ungdomsböcker, 99-1861059-X ; 52. Stockholm: Norstedt. 1899. Libris 1645730
- Lilla Lisa och hennes fosterbröder : berättelse för barn. P. A. Norstedt & Söners Ungdomsböcker ; 65. Stockholm: Norstedt. 1901. Libris 1728926
- Från Nordens, Greklands och Roms sagotid. Stockholm: Norstedt. 1905. Libris 1164154
- Sagor om trojanska kriget och dess hjältar. Stockholm: Norstedt. 1905. Libris 1721495

### Varia
- Svenska språköfningar för skolans lägre klasser : efter en amerikansk metod. Stockholm. 1895. Libris 2491536 - Utkom i en förkortad upplaga för Finlands skolor 1906.
- Bibelstunder med barnen. Stockholm: Norstedt. 1898. Libris 1662362
- Svenska språköfningar för folkskolan. Stockholm: Norstedt. 1896. Libris 2491535
- Kristendomsundervisningen i småskolan. Stockholm: Norstedt. 1903. Libris 1721494
- Den kristna tros- och sedeläran. Sthlm: Norstedt. 1906. Libris 1313585

### Redaktörskap
- Från bokhyllan : läsning för hemmet och skolan. 1-5 / illustrationer af Jenny Nyström-Stoopendaal. Stockholm: Norstedt. 1900. Libris 1950524